# Irreale realtà
Irreale realtà è il primo album in studio dei Kina, pubblicato nel 1985.
I brani sono stati incisi nell'ottobre 1984 nello Synergy Studio di Chivasso, sono inoltre presenti quattro canzoni registrate durante un concerto al K.O.B. di Berlino nel luglio 1984 .

## Tracce
1. Nessuno schema – 3:30
2. Farse – 2:51
3. A chi tocca – 1:30
4. Robot – 2:02
5. Non smetterò mai – 2:17
6. Senza pensare – 3:50
7. Vietato – 3:03
8. Correre cercare piangere – 2:39
9. Riprendiamoci la vita – 2:38
10. Messaggi – 1:55
11. Nessun fiore – 2:11
12. Il mio dolore – 2:15
13. Bagliore accecante – 3:18
14. Solo pensieri – 1:06
15. Vivere odio – 2:25

## Formazione
- Giampiero Capra - voce e basso
- Sergio Milani - voce e batteria
- Alberto Ventrella - voce e chitarra